# Karl-Heinz Schröder (Fußballspieler, 1922)
Karl-Heinz „Heini“ Schröder (* 19. September 1922; † 3. März 1979) war ein deutscher Fußballspieler, der für den VfB Lübeck  in der erstklassigen Fußball-Oberliga Nord von 1947 bis 1958 insgesamt 154 Ligaspiele (4 Tore) als Verteidiger im damaligen WM-System absolviert hat.

## VfB Lübeck, 1947 bis 1959
Im Frühjahr 1947 kam „Heini“ Schröder vom SV Viktoria 08 zu den Grün-Weißen vom VfB Lübeck. Das war der Beginn des legendären „Abwehrdreiecks“, das mit Torhüter Albert „Jonny“ Felgenhauer und den Verteidigern Max Hoppe und Schröder, ein ganzes Jahrzehnt VfB-Geschichte prägen sollte. Damit stand er dem VfB in den Spielen um die Landesmeisterschaft Schleswig-Holstein ab Mitte April zur Verfügung. In der Endrunde setzte sich das Team um Mannschaftskapitän Karl Wenzel gegen Holstein Kiel, Itzehoer SV und Fvgg Kilia Kiel durch und gewann die Landesmeisterschaft. Gemeinsam mit Kiel waren die Mannen um Verteidiger „Heini“ Schröder damit auch für die ab 1947/48 startende Oberliga Nord qualifiziert.
Zum Start der Oberligaära gastierte am 14. September 1947 der SV Werder Bremen im Stadion an der Lohmühle. Der VfB vertraute in der Abwehr auf Jonny Felgenhauer im Tor, dem Verteidigerpaar Hermann Matthews/Heini Schröder und Mittelläufer Max Hoppe als Abwehrchef. Mit einem 7:4-Sieg startete der VfB erfolgreich in die Runde. Doch es wurde eine Saison mit Höhen und Tiefen. Endgültig gesichert war der Oberliga-Verbleib erst mit dem 2:2 gegen Absteiger Hannover 96 am 14. März 1948. Heini Schröder bestritt alle 22 Rundenspiele und der VfB beendete die Debütrunde der Oberliga Nord auf dem 7. Rang. Unter dem neuen Trainer Otto Höxtermann wiederholten Schröder und Kollegen diesen Rang auch in der Runde 1948/49. Dabei glückte am 19. September 1948 ein 2:2-Auswärtsremis gegen den Hamburger SV und am 24. Oktober 1948 ein 1:0-Heimerfolg gegen das zweite Top-Team der unmittelbaren Nachkriegsära im Norden, den FC St. Pauli. Zum 1. Juli 1949 wurde im Norden der „Vertragsspieler“ eingeführt, so dass die Spieler auch offiziell Geld verdienen durften. Mindestens 160 Mark monatlich müssen die Vereine ihren Spielern zahlen, 320 Mark sind das maximale Verdienst. Insgesamt steht die Saison 1949/50 von Beginn an unter einem schlechten Stern. In der 88. Minute verliert der VfB das Startspiel gegen St. Pauli. Aus den ersten vier Spieltagen gibt es nur einen Punkt durch ein 1:1 gegen Concordia Hamburg, von Beginn an ist Abstiegskampf angesagt. Nach personellen Turbulenzen auf dem Trainerstuhl übernimmt dann erst Erwin Helmchen im Februar 1950 wieder richtig das Übungsleiteramt. Der VfB liegt mit 8:24 Punkten aber bereits auf dem 15. Rang und kommt erst am 26. Februar, gegen das Schlusslicht Harburger TB, zum nächsten doppelten Punktgewinn. Am Rundenende steigt der VfB mit 20:40 Punkten in das Amateurlager ab. „Heini“ Schröder war wie Torhüter Felgenhauer und Angreifer Kurt Kempf in allen 30 Ligaspielen für die Grün-Weißen aufgelaufen.
Es folgen zwei Meisterschaften in der Landesliga Schleswig-Holstein, erst aber 1952 im zweiten Anlauf in der Aufstiegsrunde die Rückkehr in die Oberliga Nord. Schröder hatte in den zwei Runden im Amateurbereich 50 Verbandsspiele und zehn Spiele in den Aufstiegsrunden mit dem VfB absolviert. In den folgenden zwei Oberligajahren trainiert Friedo Dörfel das Team von der Lohmühle. Nach dem Wiederaufstieg verweigerte die Lübecker Stadtverwaltung (Personalamt) VfB-Verteidiger „Heini“ Schröder, der hauptberuflich als Feuerwehrmann tätig war, aus dienstlichen Gründen einen Vertrag als Fußballer zu unterschreiben. Schröder spielt als Amateur und für die entgangenen Zahlungen mussten andere Wege gefunden werden. Die Mannschaft wurde mit Willy Gropp und Hans Nebelung verstärkt und schaffte in der 16er Liga den 11. Rang. Schröder fehlte nur in zwei Verbandsspielen. In der Weltmeisterrunde 1953/54 steigt die Mannschaft von Trainer Dörfel aber mit 23:37 Punkten als Vorletzter ab. Die zwei Platzverweise von Neuzugang Reinhold Ertel, sowie die Ausfälle des durch Verletzung mehrere Spiele fehlenden Mittelläufers Horst Kiow und des beruflich oft unabkömmlichen Verteidigers Max Hoppe, hatten deutlich zur Schwächung der Mannschaft beigetragen. Schröder hatte in 28 Oberligaeinsätzen einen Treffer erzielt.
Nach dem Abstieg benötigten die Grün-Weißen, um das Gerüst mit den Senioren Felgenhauer, Hoppe, Schröder und Spielertrainer Kiow aufgebaut, drei Runden um erneut die Oberligarückkehr zu realisieren. Der nach wie vor zuverlässige Feuerwehrmann „Heini“ Schröder lief in diesen drei Runden laut Jessen in 82 Pflichtspielen in der Amateurliga Schleswig-Holstein auf und wurde in seinem zwölften Aufstiegsrundenspiel zum Helden. Vor dem letzten Spiel lag der VfB mit 5:5 Punkten auf dem dritten Platz in der Aufstiegsrunde der Staffel A und es schien bereits alles gelaufen zu sein. Am 2. Juni 1957 kam Tabellenführer VfB Peine auf die Lohmühle. Peine war über die gesamte Spielzeit die bessere Mannschaft und der VfB konnte sich bei „Jonny“ Felgenhauer bedanken, dass es nach 82. Minuten noch 0:0 stand. In der 83. Spielminute geschah dann die Szene, die die anwesenden Zuschauer und beteiligten Spieler wahrscheinlich nie in ihrem Leben vergessen haben. Peines Verteidiger Gehrmann spielte völlig unnötig den Ball zu seinem im Tor stehenden Schlussmann Bolchert zurück. Er machte das so lässig, dass der unvergessene Feuerwehrmann Karl-Heinz „Heini“ Schröder den Braten roch und dazwischen spritzte. Er lief auf das Peiner Tor zu und hob das Leder ruhig und gekonnt über den Peiner Tormann hinweg zum umjubelten 1:0-Siegtreffer ins Netz. Mit diesem nicht erwarteten Sieg verdrängten die Grünweißen den VfB Peine tatsächlich noch von der Tabellenspitze. Bedanken konnte sich der VfB aber bei der SV Union Salzgitter, die zeitgleich den Tabellenzweiten SC Sperber Hamburg mit 3:1 schlug. Der Aufstieg in die Oberliga Nord war somit perfekt und 11.000 Zuschauer lagen sich in den Armen und feierten ihre VfB-Mannschaft.
Die Freude währte aber nicht lange, trotz den 3:1- und 8:3-Heimsiegen in der Rückrunde 1957/58 gegen den Hamburger SV und Werder Bremen. Durch die 0:2-Auswärtsniederlage am Rundenschlusstag bei Altona 93 und dem gleichzeitigen 2:2-Heimremis von Lokalrivale Phönix, stieg der VfB mit einem Punkt Rückstand gegenüber den Adlerträgern in die Amateurliga ab. Schröder war nochmals in 25 Oberligaspielen (1 Tor) aufgelaufen.

## Ausklang der Spielerlaufbahn
Zur Vizemeisterschaft 1958/59 in der Amateurliga Schleswig-Holstein steuerte der 35-jährige Verteidiger nochmals in neun Rundenspielen (1 Tor) seinen Beitrag bei. Er spielte wann er gebraucht wurde. Sein letztes Pflichtspiel im VfB-Trikot bestritt er in der Aufstiegsrunde 1959 beim 1:0-Sieg beim Bremer Meister Blumenthaler SV. Im Anschluss an die Aufstiegsrunde wurde er gemeinsam mit dem gleichaltrigen Verteidigerkollegen Max Hoppe aus der Liga-Mannschaft verabschiedet.